# Gomilno grobišče
Gomilni grobovi ali tumulus (iz latinskega glagola tumēre = nabrekniti, nasuti), tudi gomile (angleško barrow; nemško hügelgrab; rusko kurgan; irsko cairn; velško carnedd; škotsko càrn; portugalsko mamoas) je v arheologiji kup kamenja ali prsti nasute nad grobnico ali grobove.
Tumulusi so pogosto razvrščeni glede na zunanjo navidezno obliko. Najdemo jih širom sveta in so lahko sestavljeni iz dolmena, škatlastega groba (cista), grobne hiše, kot edikula, kockast grob, kolumbarij, dvoranske grobnice in druge oblike. Notranja struktura in arhitektura dolgih in okroglih grobov ima širok razpon.
Gomile so navadno okrogle tlorisne oblike velike od nekaj pa tudi do 50 in več metrov, visoke od pol pa tudi do 8 in več metrov. Pokop v gomile je bil značilen le za nekatera obdobja in kulture od neolitika do posameznih primerov v srednjem veku. 
V Sloveniji so gomile znane iz srednje bronaste dobe, na vzhodu v okviru južnoalpske bronastodobne kulture gomil (Brinejeva gora nad Zrečami), predvsem pa v železni kulturni dobi Dolenjske (Stična, Magdalenska gora) in Koroške (Breg).
Beseda kurgan je turškega porekla, izhaja iz proto-tukurščine *Kur- ('zgraditi, vzpostaviti'). V Ukrajini in Rusiji so kraljevi kurgani varjaških poglavarjev, na primer Črna gomila v ukrajinskem Černivivu (izkopana v 19. stoletju), Olegov grob v ruski Stari Ladogi in velik, zapleten Rurikov hrib v bližini ruskega Novgoroda. Druge pomembne kurgane najdemo v Ukrajini in Južni Rusiji in so povezani z veliko bolj starodavnimi stepskimi ljudstvi, zlasti s Skiti (npr. Čortomlik, Pazijk) in zgodnjimi Indoevropejci (npr. Ipatovski kurgan) Stepske kulture, ki jih najdemo v Ukrajini in Južni Rusiji se seveda nadaljujejo v osrednjo Azijo, zlasti v Kazahstan.
Tumulusi so ena najvidnejših vrst prazgodovinskih spomenikov, razširjenih po severni in južni Albaniji. Znamenit je tumulus iz Kamenice.
Na stotine trakijskih grobišč najdemo po vsej Bolgariji, vključno z grobnicami v Kazanlaku in Sveštarih, ki so na seznamu Unescove svetovne dediščine. V eni od gomil so našli zaklad iz Panagjurišta sestavljen iz fial, amfor, treh oinohojev in štirih ritonov s skupno maso 6,164 kg 24-karatnega zlata.
V Združenem kraljestvu so bile gomile z grobnicami različnih oblik v široki uporabi za pokopavanje mrtvih od poznega neolitika do konca bronaste dobe, 2900–800 pr. n. št. Gomilni pokopi so se nehali uporabljati v 7. stoletju kot posledica širjenja krščanstva.
V etruščanski kulturi je mogoče najti nekaj velikih grobnic - tumulusov. Manjše koče so datirane v obdobje Villanovske kulture (9. in 8. stoletje pred našim štetjem), največje pa je zgradila etruščanska aristokracija v naslednjih stoletjih (od 7. stoletja pr. n. št. naprej).
Etruščanski tumulusi so bili običajno družinske grobnice, ki so jih uporabljale številne generacije iste plemiške družine, pokojnike pa so pokopavali s številnimi dragocenimi predmeti, ki so morali biti v grobnici kot grobni pridatki ali oprema za te hiše. V mnogih grobnicah so tudi poslikave, ki v mnogih primerih predstavljajo pogreb ali prizore resničnega življenja. Najpomembnejša grobišča (nekropole) so Veio, Cerveteri, Vetulonia, Populonia. Na celotnem etruščanskem ozemlju (večinoma v osrednji Italiji) najdemo številne izolirane velike gomile. Med najbolje ohranjenimi nekropolami, kjer so našli številne grobne pridatke, je nekropola v Cerveteriju oziroma Caere.